# John Lind (prawnik)
John Lind (ur. 1737, zm. 1781) – angielski adwokat, działacz polityczny i pamflecista, przeciwnik Rewolucji Amerykańskiej.
W 1761 roku skończył studia na Balliol College na Uniwersytecie Oksfordzkim. W czasie studiów zaczęła się jego długoletnia przyjaźń z Jeremiaszem Benthamem.
Był członkiem Society of Antiquaries. W listopadzie 1773 roku został wybrany członkiem Royal Society.

## Dzieła
- 1773, Letters Concerning the Present State of Poland.
- 1775, Remarks on the Principal Acts of the Thirteenth Parliament, gdzie bronił Intolerable Acts.
- 1776, An Answer to the Declaration of the American Congress, gdzie atakował Deklarację Niepodległości Stanów Zjednoczonych.